# Don Peake
Pour les articles homonymes, voir Peake.
Donald Gregory “Don” Peake est un compositeur américain né le 7 juin 1940 à Los Angeles, Californie (États-Unis).

## Biographie
Il est clarinettiste de formation et membre d'un chœur a capella.
Jackie Lee Cochran, après une audition, constate qu'il ne sait rien jouer de plus que Be-Bop-A-Lula. Pour combler ses lacunes, il apprend la guitare avec le musicien de studio Ray Pohlman à la Clara Joyce Sherman's School of Music in Hollywood (Pohlman était lui-même membre de la « Wrecking Crew »).
En 1961, via Phil Spector, Don Peake est engagé par les Everly Brothers. En conséquence, il perfectionne son jeu de guitare auprès de Howard Roberts, Joe Pass et Barney Kessel.
En 1964, il est le premier guitariste à entrer dans le Ray Charles Orchestra.
Parmi ses contributions importantes, Don Peake est appelé sur les productions de Motown West, à Los Angeles, dont les succès Let's Get it On de Marvin Gaye et I Want You Back des Jackson Five,.
Par ailleurs, il est un membre non crédité mais éminent de l'orchestre de Barry White (comme David T. Walker, il a joué sur la plupart des disques de Barry White des années 1970). Perçu au départ comme un guitariste de rock n' roll, il se constitue un curriculum vitae considérable dans la Soul Music et le Rhythm and Blues.
Il se distingue également en tant que compositeur et arrangeur, avec le titre du générique de la série télévisée Knight Rider (en français : K 2000),.

## Filmographie

### comme compositeur

#### Cinéma
- 1976 : The Legend of Bigfoot de Harry Winer (documentaire)
- 1976 : Les Flics aux trousses (Moving Violation) de Charles S. Dubin
- 1977 : Black Oak Conspiracy de Bob Kelljan
- 1977 : La Colline a des yeux (The Hills Have Eyes) de Wes Craven
- 1977 : Bad Georgia Road de John C. Broderick
- 1977 : Herowork de Michael Adrian
- 1979 : Walk Proud de Robert L. Collins
- 1981 : La maison du cauchemar (Delusion) d'Alan Beattie
- 1982 : Irresistible d'Edwin Brown
- 1983 : The Prey d'Edwin Brown
- 1983 : TNaughty Girls Need Love Too d'Edwin Brown
- 1990 : Modern Love (en) de Robby Benson
- 1991 : Le Sous-sol de la peur (The People Under the Stairs) de Wes Craven
- 1993 : Sandman d'Eric Woster
- 1993 : Rorschach de Greg Yaitanes
- 1994 : Lunarcop de Boaz Davidson
- 1994 : The Dangerous de Rod Hewitt et David Winters
- 1995 : Hard Justice  de Greg Yaitanes (vidéo)
- 1995 : L'Implacable (Codename: Silencer) de Talun Hsu
- 1999 : A Fare to Remember de James Yukich
- 2001 : The Beaver Trilogy de Trent Harris (documentaire)
- 2002 : Divorce: The Musical de Steven Dworman
- 2003 : The Killer Within Me de Jesse Vint (vidéo)
- 2004 : Frankie and Johnny Are Married de Michael Pressman

##### Courts métrages
- 1976 : In the Region of Ice de Peter Werner
- 1980 : Overture de Seth Pinsker
- 1981 : Violet de Shelley Levinson
- 1985 : The Orkly Kid de Trent Harris
- 2001 : The A-List de Philip Creager
- 2009 : Mansfield Path de Samuel N. Benavides
- 2014 : Manny Loves Celia de Cheryl Puente

#### Télévision

##### Séries télévisées
- 1979 : California Fever
- 1995 : Taxicab Confessions
- 2002 : Las Vegas Then & Now, Destination: The Strip

##### Téléfilms
- 1978 : Battered  de Peter Werner
- 1979 : Flatbed Annie & Sweetiepie: Lady Truckers
- 1979 : Fast Friends
- 1982 : Les vampires n'existent pas (Desire, the Vampire)
- 1985 : Code of Vengeance
- 1986 : Dalton: Code of Vengeance II